# The Core Pocket Media Player
 是一个 自由，开源 的媒体播放器。目前可以在 Windows，Windows CE／Windows Mobile／Palm OS 操作系统上運作。它可以播放包括 ASF，ASX，AVI，DIVX，M2V，M3U，MKV，MP3，MP2，MPEG，MPG，mpeg4，OGG，OGM，WAV，WMV在内的众多格式的影片